# Anthomuricea divergens
Anthomuricea divergens is een zachte koraalsoort uit de familie Plexauridae. De koraalsoort komt uit het geslacht Anthomuricea. Anthomuricea divergens werd in 1919 voor het eerst wetenschappelijk beschreven door Kükenthal. 